# Proof of Space
Proof of Space (PoS) (auch Proof of Capacity) ist ein Konsensalgorithmus, der erreicht wird, indem ein berechtigtes Interesse an einem Dienst (z. B. dem Versenden einer E-Mail) durch das Zuweisen einer nicht trivialen Menge an Datenspeicherplatz nachgewiesen werden kann, um so eine von einem Diensteanbieter gestellte Aufgabe zu lösen. Das Konzept wurde 2013 von Dziembowski et al. und Ateniese et al. formuliert.
Proof of Space ist dem Proof of Work (PoW) sehr ähnlich. Jedoch mit dem Unterschied, dass anstelle von Berechnungen der Speicher genutzt wird, um Blöcke in der Blockchain zu erstellen und z. B. Kryptowährung zu verdienen. Proof of Space unterscheidet sich von speicherintensiven Funktionen dadurch, dass der Engpass nicht in der Anzahl der Speicherzugriffe liegt, sondern in der Menge des benötigten Speichers.
Nach der Veröffentlichung von Bitcoin wurden Alternativen zum PoW-Mining-Mechanismus erforscht und PoS im Zusammenhang mit Kryptowährungen untersucht. „Proof of Space“ wird als Ressourcen schonendere Alternative angesehen, da sie weniger Energiekosten für die Speicherung erfordert. Wegen der steigenden Nachfrage nach Speicher Hardware wird sie hingegen kritisiert. Es wurden mehrere theoretische und praktische Implementierungen von PoS veröffentlicht und diskutiert, z. B. Chia.

## Konzepte
Ein Proof-of-Space ist ein Datenteil, der ein Beweiser an einen Verifizierer sendet, um zu beweisen, dass der Prüfer eine bestimmte Menge an Speicherplatz reserviert hat. Um praktikabel zu sein, muss der Verifizierungsprozess effizient sein, d. h. wenig Speicherplatz und Zeit beanspruchen. Aus Sicherheitsgründen sollte es für den Beweiser schwierig sein, die Verifizierung zu bestehen, wenn er nicht tatsächlich die behauptete Menge an Speicherplatz reserviert. Eine Möglichkeit, PoS zu implementieren, ist die Verwendung von Hard-to-Pebble-Graphen. Der Verifizierer bittet den Beweiser, ein Labeling eines Hard-to-Pebble-Graphen zu erstellen, das für den Beweiser verpflichtend ist. Der Verifizierer lässt dann den Prüfer mehrere zufällige Stellen in der Commitment-Datei öffnen.

### Proof of storage
Ein Proof of storage (Speicherbeweis, auch Abrufbarkeitsbeweis, Datenbesitzbeweis) ist mit einem Raumbeweis verwandt, aber anstatt zu zeigen, dass Speicherplatz für die Lösung einer mathematischen Aufgabe zur Verfügung steht, zeigt der Beweiser, dass der Speicherplatz zum Zeitpunkt des Beweises tatsächlich für die korrekte Speicherung eines Datenteils verwendet wird.
Kryptowährungen, die der Speicherung von Daten einen Wert zuweisen sollen, verwenden eine Form dieses Systems, z. B. Filecoin, Storj und Chia (Kryptowährung).

### Proof of capacity
Ein Proof of capacity (Kapazitätsnachweis) ist ein System, bei dem Miner PoW-Funktionen vorberechnen („plotten“) und auf der Festplatte speichern dürfen. Es wird im Allgemeinen nur von Burstcoin verwendet.

### Proof of space-time
Ein Proof of Space-Time ist ein Beweis, der zeigt, dass der Prover eine bestimmte Zeit damit verbracht hat, den reservierten Speicherplatz unverändert zu halten. Seine Schöpfer begründen dies damit, dass die Kosten für Speicherplatz nicht nur mit seiner Kapazität, sondern auch mit der Zeit, in der diese Kapazität genutzt wird, untrennbar verbunden sind. Es ist mit einem Speicherbeweis verwandt (ohne jedoch notwendigerweise irgendwelche nützlichen Daten zu speichern), obwohl die Moran-Orlov-Konstruktion ebenfalls einen Kompromiss zwischen Speicherplatz und Zeit ermöglicht.

## Anwendung
Proof-of-Space könnte als Alternative zu Proof-of-Work in den traditionellen Client-Puzzle-Anwendungen wie Anti-Spam-Maßnahmen und Denial-of-Service-Angriffen verwendet werden. Proof-of-Space wurde auch für die Erkennung von Malware verwendet, indem festgestellt wurde, ob der L1-Cache eines Prozessors leer ist (d. h. genügend Platz hat, um die PoS-Routine ohne Cache-Misses auszuwerten) oder eine Routine enthält, die sich der Verdrängung widersetzt hat.